# Niphoparmena fossulata
Niphoparmena fossulata är en skalbaggsart som beskrevs av Stefan von Breuning 1942. Niphoparmena fossulata ingår i släktet Niphoparmena och familjen långhorningar. Inga underarter finns listade i Catalogue of Life.